# Vestido blanco de Jean Shrimpton
El vestido blanco de Jean Shrimpton fue un minivestido blanco usado por la modelo inglesa Jean Shrimpton el día del Derbi en el hipódromo de Flemington en Melbourne, Australia en 1965, que provocó controversia y luego fue descrito como un momento crucial en la moda femenina. El vestido fue hecho por el modisto de Shrimpton, Colin Rolfe, y su dobladillo era de 4 pulgadas (10 cm) por encima de la rodilla porque no le habían suministrado suficiente tela para completar el diseño previsto.

## Antecedentes
En 1962, el Victoria Racing Club, ante la disminución de la asistencia de la multitud a los eventos de carreras en Victoria, Australia, agregó una competencia de modas, Fashions on the Field («Modas en el campo») al programa para las carreras de Melbourne Spring Racing Carnival celebradas en el hipódromo de Flemington. La competencia estaba destinada a atraer la asistencia de mujeres en particular.
Tres años más tarde, en 1965, el fabricante de textiles DuPont de Nemours International contrató a Jean Shrimpton, entonces la modelo mejor pagada del mundo, para viajar a Australia para ser jueza en Fashions on the Field de 1965. Su tarifa por la visita de dos semanas fue de £ 2000, una suma enorme, equivalente al salario de al menos un año para el hombre australiano promedio. Incluso a The Beatles se les había pagado solo £ 1500 por su gira por Australia en 1964.
Durante los cuatro días de los eventos del Spring Carnival de 1965 en Flemington, a saber, el Día del Derby, el Día de la Copa de Melbourne, el Día de Oaks y el Día de Stakes, Shrimpton promocionaría Orlon, la nueva tela de fibra acrílica de DuPont. DuPont envió rollos de Orlon a Shrimpton para que ella, junto con su modisto londinense, Colin Rolfe, pudiera diseñar un guardarropa secreto para su visita.
Se ha dicho que Shrimpton, más que cualquier otra modelo de la década de 1960, puede afirmar haber sido la primera supermodelo del mundo. Su visita a Australia fue muy esperada, ya que se consideró que traía glamour y prestigio internacional al Spring Carnival, que era el evento social y de moda del año. Se esperaba que cuando asistiera al Día del Derby, usaría un hermoso sombrero y accesorios, incluyendo guantes y medias, que eran de rigor para el establecimiento ultraconservador de Melbourne.
La prenda que Shrimpton y Rolfe desarrollaron para el Día del Derby era un sencillo vestido blanco. Sin embargo, DuPont no había suministrado suficiente tela para completar el diseño previsto, por lo que, a sugerencia de Shrimpton, Rolfe improvisó, al terminar el dobladillo a 4 pulgadas (10 cm) por encima de la rodilla. Shrimpton luego afirmó haberle dicho a Rolfe que «nadie va a prestarle atención ...». También le dijo a la revista semanal The Australian Women's Weekly «Siempre uso mis vestidos de día por encima de la rodilla».

## Día del Derbi
El Día del Derbi se celebró el 30 de octubre de 1965. Como Shrimpton recordó más tarde en sus memorias:

The day of the races was a hot one, so I didn't bother to wear any stockings. My legs were still brown from the summer, and as the dress was short it was hardly formal. I had no hat or gloves with me, for the very good reason that I owned neither. I went downstairs cheerfully from my hotel room, all regardless of what was to come.
El día de las carreras fue caluroso, así que no me molesté en usar medias. Mis piernas todavía estaban bronceadas por el verano, y como el vestido era corto, apenas era formal. No llevaba sombrero ni guantes conmigo, por la muy buena razón de que no tenía ninguno. Bajé alegremente las escaleras de mi habitación de hotel, todo independientemente de lo que estaba por venir.

Hubo un silencio absoluto en la sala de miembros de Flemington cuando Shrimpton llegó dos horas tarde, acompañada por su entonces novio, el actor Terence Stamp. Su atuendo contrastaba marcadamente con el atuendo conservador de los otros asistentes a la carrera, y fue abiertamente despreciada por ellos, particularmente porque desafiaba el protocolo al no usar sombrero, medias o guantes. Además de ser el blanco de abucheos de hombres y burlas de mujeres, fue rodeada por camarógrafos arrodillados, todos disparando sus cámaras hacia arriba para que el vestido se viera aún más corto.

## Recepción
El atuendo del Día del Derby de Shrimpton escandalizó a la nación y causó una sensación global. En la siguiente edición del lunes de The Sun News-Pictorial, un periódico sensacionalista de Melbourne, el Derby y su ganador fueron desplazados de la primera plana por una foto de Shrimpton y su vestido de Ray Cranbourne. Junto a esa foto había un artículo sobre Shrimpton:

There she was, the world's highest-paid model, snubbing the iron-clad conventions at fashionable Flemington in a dress five inches above the knee, NO hat, NO gloves, and NO stockings!
Allí estaba ella, la modelo mejor pagada del mundo, rechazando las convenciones de hierro en el elegante Flemington con un vestido de cinco pulgadas por encima de la rodilla, ¡SIN sombrero, SIN guantes y SIN medias!
—The Sun News-Pictorial (Melbourne, 1 de noviembre de 1965)

La Australia conservadora quedó en shock. La esposa del exalcalde de Melbourne, Lady Nathan, acusó a Shrimpton de ser «una niña», e incluso la prominente modelo y columnista australiana Maggie Tabberer fue crítica. Las emisoras de radio y los periódicos publicaron editoriales a favor y en contra del atuendo, y Shrimpton lo defendió. «No veo lo que estaba mal con mi aspecto. No me habría vestido de manera diferente para una reunión en cualquier otra parte del mundo», dijo ella según se informó en ese momento. La controversia se extendió rápidamente a Gran Bretaña, donde la prensa defendió enérgicamente a Shrimpton, con comentarios como:

Surrounded by sober draped silks and floral nylons, ghastly tulle hats and fur stoles, she was like a petunia in an onion patch.
Rodeada de sobrias sedas drapeadas y medias de flores, sombreros de tul espeluznantes y estolas de piel, era como una petunia en una parcela de cebollas.
—London Evening News (noviembre de 1965)

## Secuelas
Todos los ojos estaban puestos en Shrimpton el día de la Copa de Melbourne, el 2 de noviembre de 1965. Bajo la presión de sus patrocinadores, fue vestida de acuerdo con la convención aceptada: un traje gris de tres piezas con un sombrero de paja, guantes y medias de color beige, y un bolso marrón. Pero no pudo evitar más discusión sobre su atuendo del Día del Derby: «Siento que Melbourne aún no está lista para mí. Parece estar años por detrás de Londres», dijo.
Desde entonces, la aparición de Shrimpton en el Día del Derby 1965 se ha descrito como el momento crucial de la introducción de la minifalda en el escenario internacional, aunque diseñadores de Londres como Mary Quant la promocionaron el año anterior. Se ha dicho que la atención de los medios que rodeó la aparición de Shrimpton en el Día del Derby es un momento decisivo en la moda. Muchos diseñadores rápidamente imitaron el vestido; según The Age en 1966, «la controvertida señorita Shrimpton del año pasado habría pasado desapercibida en la multitud este año. Cualquier persona con dobladillos por debajo de la rodilla parecía muy anticuada». Angela Menz, la ganadora del concurso de moda de 2011, declaró que «según los estándares actuales, el vestido de Shrimpton era en realidad bastante largo».
El vestido del Día del Derby también ha tenido un impacto más amplio. La famosa foto de prensa de Ray Cranbourne y el evento que retrató han sido incluso el foco de un análisis académico serio, tanto en Australia como en Inglaterra. Según el análisis australiano, la aparición del Día del Derby de Shrimpton fue el momento en que la cultura juvenil global comenzó a dar forma al estilo de los jóvenes australianos. Un revisor de ese análisis ha afirmado que todas las chicas jóvenes querían ser como Shrimpton: libres, geniales y elegantes.
En una entrevista publicada en 2009, se informó que Shrimpton aceptaba la culpa de la controversia del Día del Derby. Ella había presumido simplemente (y erróneamente) que se le había pedido que asistiera a las carreras por ser quién era y no por lo que se pondría. No había tenido la intención de alterar la jerarquía de las carreras, pero simplemente no le habían enviado suficiente material para un vestido más largo.